# 5-Carboxamidotriptamina

A 5-Carboxamidotriptamina (5-CT) é uma droga que actua como agonista não-selectivo em diferentes receptores de serotonina. Era inicialmente pensado que seria selectivo para o 5HT1, mas pesquisas posteriores mostraram que também actua no 5HT2, no 5HT3, no 5HT5 e no 5HT7, sendo no entanto o seu efeito maior no subtipo 5HT1A. Apesar da sua falta de selectividade, a 5-CT é ainda um composto útil e é grandemente usado em pesquisas científicas.